# Бяло-синьо-бяло знаме
Бяло-синьо-бяло знаме (на руски: Бело-сине-белый флаг, БСБ) е знаме, символ на антивоенните протести в Русия през 2022 година по време на руското нападение над Украйна. Знамето е споменато за първи път в Twitter на 28 февруари 2022 година, след което става широко разпространено сред руските опозиционни сили. Според антивоенни активисти знамето е преди всичко символ на обединяването на хората за мир и свобода. Отбелязана е и приемствеността с предишната версия на знамето на Велики Новгород. Една от най-важните институции за управление на Новгородската република е Новгородското вече, което ограничава правомощията на княза за разлика от Владимирско-Суздалското княжество.

## История
Първото известно място за използване на бяло-синьо-бялото знаме е уебсайтът на виртуалната държава Новгородска република („Новгородска република“), която се появява през 2006 г. (най-ранните страници на сайта в уеб архива датират от 2010 г.). Знамето се основава на тогавашното официално знаме на Велики Новгород. Според създателя на сайта, американския програмист Мартин Постумус, проектът е замислен като пример за алтернативна история, в която войските на Новгородската република побеждават войските на Московското княжество в битката при Шелон.
В публикация от 25 ноември 2013 г. потребител на ЖЖ truvor споменава бяло-синьо-бялото знаме на Новгород „без герба на Екатерина“ като „отличен избор за нашата бъдеща република“. Според него „Новгород, дори напълно разрушен и стъпкан, е призрак на истинска Русия. Ордата, присвоила историята на Русия, несъзнателно усеща заплахата от въстанието на Русия от гроба в Новгород“.
За първи път е предложен за използване като алтернативно знаме на Русия от потребителя в LiveJournal Андрей Чудинов на 22 август 2019 г.
Във връзка с антивоенните протести той е споменат за първи път в Twitter на 28 февруари 2022 г. и е широко приет от опозиционните сили. Използван е в антивоенни протести в Тбилиси, Грузия, Германия, Кипър и Екатеринбург, Русия.
Според активисти той символизира борбата за мир и свобода на мисълта. Червеното, което се свързва с кръвта и съветското минало, е заменено с мирно бяло. Комбинацията от цветове също напомня старото знаме на Велики Новгород като спомен за традициите на Новгородската република.
Според някои активисти основната разлика от руското знаме – липсата на червена ивица – е символ на протест, защото отхвърля култа към войната, военната експанзия, показва нова страница в руската история, където няма място за автокрация, милитаризъм, насилие и кръв. Според тях появата на знамето е вдъхновена от символите на държавния период на Велики Новгород, който според активисти е бил център на Новгородската република и е единственият претендент за титлата истинска демокрация в руската история. Приликата със знамето на BCHB се нарича специална символика.[ неясно? ] Самите цветове, според някои активисти, характеризират мира, чистотата, благоразумието (бяло), както и истината и справедливостта (синьо).
Средната синя ивица е близка по цвят до руското знаме, използвано между 1991 и 1993 г.

## Опозиция от властите
На 6 март 2022 г. жителката на Москва Анна Дубкова е задържана от полицай като част от плана „Прихващане“ заради бяло-синьо-бялото знаме, поставено на колата ѝ. В протокола се посочва, че знамето е символ на "... антивоенни протести, разпространени сред опозиционните сили". Съдът осъжда Анна Дубкова на 15 дни лишаване от свобода по чл.19.3 от Кодекса за административните нарушения.

## Стандарт на цвета
| Цвят    | Бял         | Син        | Бял         |
| ------- | ----------- | ---------- | ----------- |
| Pantone | 0000C       | 2925C      | 0000C       |
| CMYK    | 0,0,0,0     | 100,41,5,0 | 0,0,0,0     |
| RGB     | 255,255,255 | 0,131,214  | 255,255,255 |
| HTML    | #FFFFFF     | #0083D6    | #FFFFFF     |

## Галерия
- Антивоенното знаме на руската опозиция на шествието в подкрепа на Украйна. София, България
- Руската диаспора с антивоенното знаме на благотворителен концерт в подкрепа на Украйна. София, България
- Плакат на руската диаспора със символика на антивоенното протестно бяло-синьо-бяло знаме. София, България
- Държавното знаме на Украйна и руското протестно знаме. Лимасол, Кипър

### Подобни знамена
- Знаме на Велики Новгород 1994 – 2006
- Знаме на район Чудив на Новгородска област 1997 – 2008 г
- Знаме на виртуалната държава Вейшнория
- Знаме на швейцарския кантон Цуг